# Aquaparc
Pour l’article ayant un titre homophone, voir Aquapark.
Aquaparc est un parc aquatique situé au Bouveret dans le canton du Valais, en Suisse.

## Histoire
Aquaparc est inauguré le 26 novembre 1999. Il est construit pour un coût de 35 millions de francs suisses.
En janvier 2003, Grévin & Cie rachète l'aquaparc.
Rebaptisée Compagnie des Alpes - Division Parcs de Loisirs, l'entreprise le dirige jusqu'au 31 janvier 2011, date à laquelle est signé la vente de sept parcs du groupe. Le groupe français Looping est propriétaire du parc, tout comme quinze autres sites touristiques dans le monde.
Son DG est actuellement Sonia Vandenabeele.

## Composition du parc

### Le parc aquatique se divise en trois zones
- Captain Kids Land : zone dédiée aux plus jeunes. Cette partie du parc est axée autour d'un bateau pirate entouré d'une rivière artificielle. La zone comprend également une grande piscine à vagues.
- Jungle Land : la zone où sont concentrés les différents toboggans aquatiques du parc. Chacun est d'une couleur différente et se dévale avec ou sans bouée, seul ou à plusieurs. Le Booster Loop, inauguré le 8 mai 2010, est le toboggan aquatique au looping le plus rapide du monde[4]. Prenant son départ à 21 mètres de haut, le nageur démarre debout et une trappe s'ouvre sous ses pieds. Ses dimensions sont 103 m de longueur dévalés en 8 à 10 secondes, 21 m de hauteur, 80 cm de diamètres. Il est accessible aux plus de 14 ans et plus de 45 kg[5]. Il procure une accélération de 3G et fait parcourir un looping incliné à une vitesse pouvant atteindre 80 km/h.
- Sunny Land : ouvert pendant la saison chaude, les espaces extérieurs d'Aquaparc sont constitués d'une plage de sable fin privée, donnant sur le lac Léman. La zone extérieure est également équipée de piscines et d'une aire de jeux aquatique nommée Splashlagoon.

## Listes de toutes les attractions

### Pour les petits
- Sharkyland
- Piscine à vagues
- Bateau Pirate
- Fantastico
- Lazy River
- L'abordage

### Pour la famille
- Houla Hoop
- Le Raft
- The Jump

### Sensation
- Booster Loop
- Black Hole
- La Cascade
- Run Rouge
- Run Orange
- Jungle Twist

### Extérieur
- Lazy River extérieure
- Splashlagoon
- Bouveret Plage

## Entreprises partenaires
AquaParc Suisse est une partenaire pour les entreprises, par exemple: Nestlé, The Coca-Cola Company et Conforama.